# Manziat
Manziat (prononciation : mɑ̃.zja) est une commune française située dans le département de l'Ain, en région Auvergne-Rhône-Alpes.
Ses habitants s'appellent les Manziatis.

## Géographie

### Localisation
Manziat fait partie de la Bresse, dans le Val de Saône. Elle se situe à 11 km au nord-est de Mâcon, à 27 km à l'ouest de Bourg-en-Bresse, 86 km au nord de Lyon et 400 km au sud de Paris. Elle appartient à l'arrondissement de Bourg-en-Bresse et au canton de Replonges.
La population est principalement concentrée en un seul lieu avec des hameaux isolés auparavant qui ont été rapprochés par l'urbanisation. Les plus importants sont les Borjons, Chanfant, les Pinoux, les Millets, Barberis, Saint-Laurent-les-Sables, les Jacômes, Cropetet et les Patelles.

### Points extrêmes
- Nord : Prés Vendrains, 46° 23′ 06″ N, 4° 53′ 47″ E
- Est : Terres des Maires, 46° 22′ 04″ N, 4° 55′ 59″ E
- Sud : Les Brodas, 46° 20′ 42″ N, 4° 54′ 45″ E
- Ouest : Carrage, 46° 21′ 37″ N, 4° 52′ 20″ E

### Hydrographie
La Loëze est la seule rivière traversant le territoire. Elle passe dans le sud de la commune en faisant la frontière avec Bâgé-la-Ville et Feillens puis termine son cours à Feillens dans la Saône. On trouve aussi de nombreux plans d'eau dont ceux de Chassagne appréciés pour la pêche et la balade et l'étang de la Lie Pontée.

### Climat
Pour des articles plus généraux, voir Climat d'Auvergne-Rhône-Alpes et Climat de l'Ain.
En 2010, le climat de la commune est de type climat océanique dégradé des plaines du Centre et du Nord, selon une étude du CNRS s'appuyant sur une série de données couvrant la période 1971-2000. En 2020, Météo-France publie une typologie des climats de la France métropolitaine dans laquelle la commune est exposée à un climat semi-continental et est dans la région climatique Bourgogne, vallée de la Saône, caractérisée par un bon ensoleillement (1 900 h/an), un été chaud (18,5 °C), un air sec au printemps et en été et des vents faibles.
Pour la période 1971-2000, la température annuelle moyenne est de 11,5 °C, avec une amplitude thermique annuelle de 17,9 °C. Le cumul annuel moyen de précipitations est de 882 mm, avec 10,6 jours de précipitations en janvier et 7,1 jours en juillet. Pour la période 1991-2020, la température moyenne annuelle observée sur la station météorologique de Météo-France la plus proche, « Mâcon », sur la commune de Charnay-lès-Mâcon à 10 km à vol d'oiseau, est de 12,3 °C et le cumul annuel moyen de précipitations est de 833,7 mm,. Pour l'avenir, les paramètres climatiques de la commune estimés pour 2050 selon différents scénarios d'émission de gaz à effet de serre sont consultables sur un site dédié publié par Météo-France en novembre 2022.

### Voies de communication et transports

#### Routes

Carte des axes de communication.

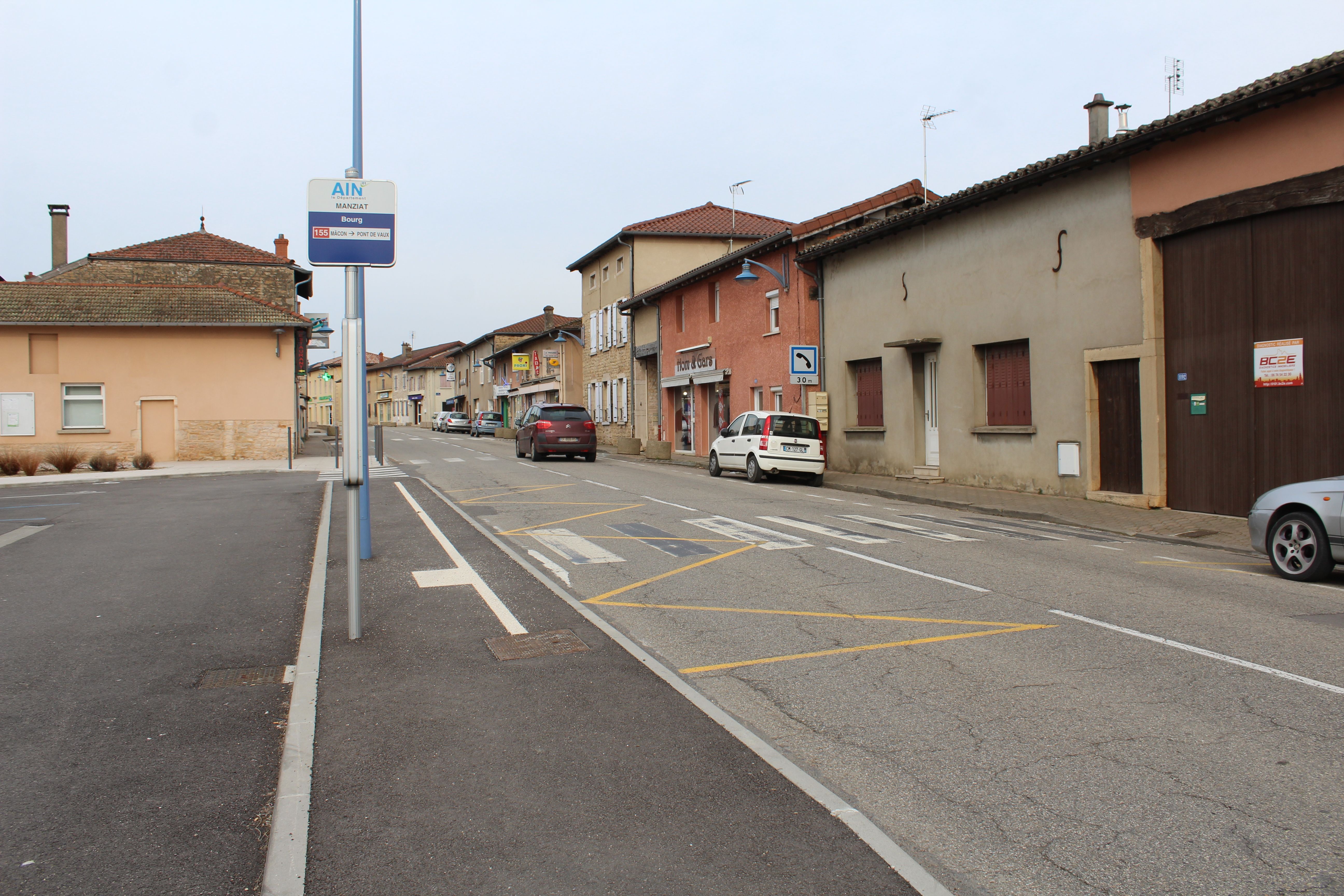
Route départementale 933 au bourg.

La route départementale D 933 traverse la commune du nord au sud, elle est l'artère principale de la commune. Elle commence au sud vers la zone d'activités de Lavy et vient de Feillens et Replonges. Au nord, la voie quitte la commune au niveau des bois vers Croix Rouge et se dirige vers Ozan et Pont-de-Vaux.
La route départementale D 1 est une voie secondaire qui traverse le centre et en passant la commune d'est en ouest. Elle permet de rejoindre Vésines et Asnières-sur-Saône par l'ouest ainsi que Chevroux par l'est.
La route départementale D58a débute au sud à hauteur de la zone d'activités. Elle part vers l'est pour se diriger vers Bâgé-la-Ville puis Dommartin.
Aucune autoroute ne traverse le territoire commune mais trois passent à proximité. En premier lieu, l'autoroute A40 (Mâcon - Genève), portion de la route Centre-Europe Atlantique Bordeaux/Nantes - Annemasse, passe au sud de la commune à Feillens où se trouve une gare de péage pour rejoindre Mâcon gratuitement et Paris ainsi que Bourg-en-Bresse et Genève. De l'autre côté de la Saône, l'autoroute A6 est un des axes routiers les plus importants de France étant donné qu'il relie Paris à Lyon, ville où la voie devient l'autoroute A7 jusqu'à Marseille. Enfin, l'autoroute A406 relie les deux autoroutes précédemment citées et forme le contournement sud de Mâcon.

#### Voies ferroviaires

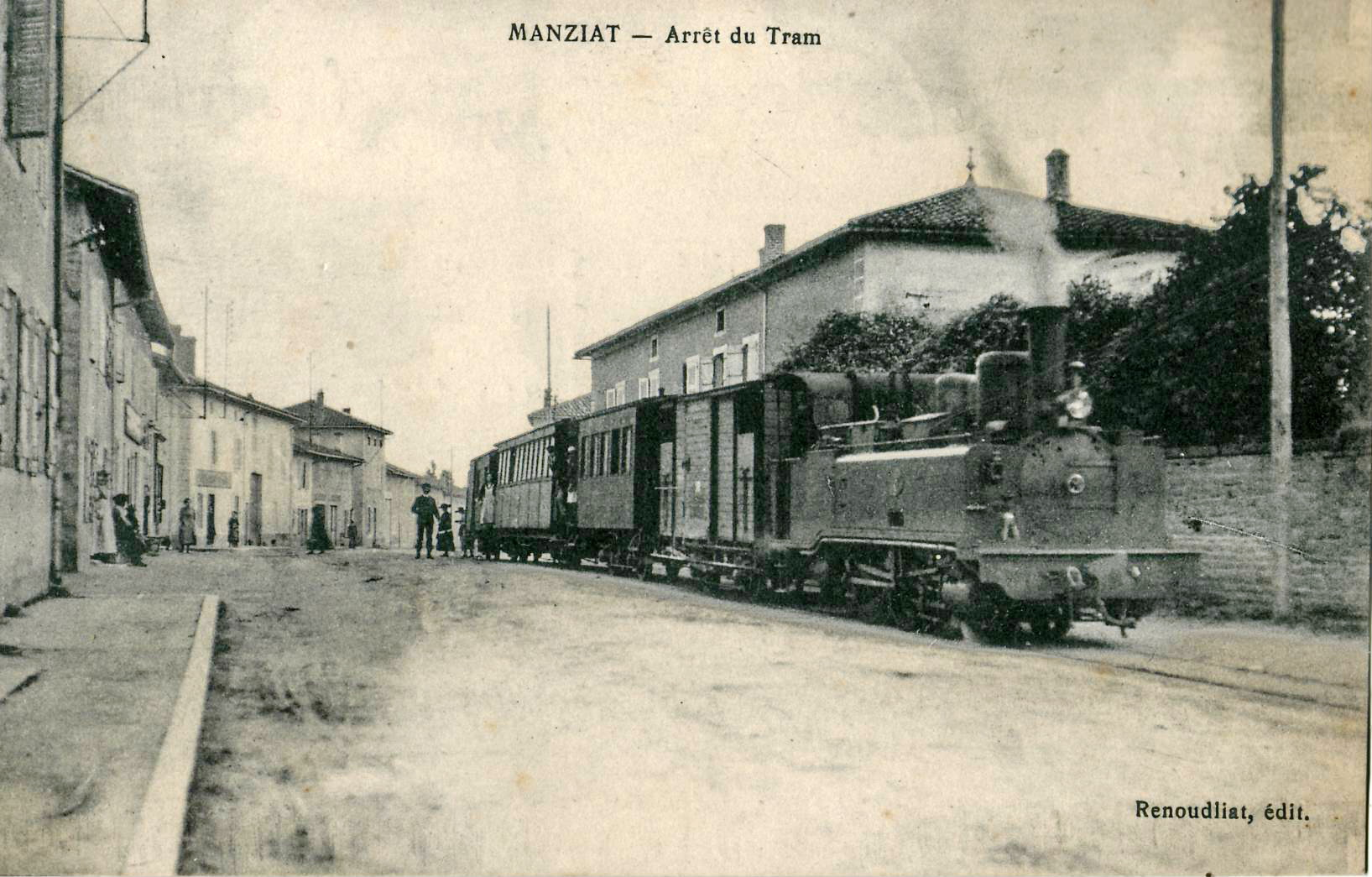
Le village fut desservi, de 1898 à 1936, par une ligne de chemin de fer secondaire à voie métrique des Tramways de l'Ain, et qui reliait Pont-de-Vaux à Trévoux.

La ligne de Trévoux à Saint-Trivier-de-Courtes, gérée par la Compagnie des Tramways de l'Ain empruntait à Manziat l'actuelle D 933. Les trains s'arrêtaient à la gare du village située au lieu-dit Cossiat à l'emplacement du monument en l'honneur de De Lattre de Tassigny, ils s'arrêtaient aussi vers la place publique devenue la place du Marché. La gare fut desservie de 1897 jusqu'en 1936, date à laquelle la ligne fut fermée.
Aujourd'hui, aucune voie ferrée ne traverse la commune mais quelques-unes sont situées à proximité.
- La ligne de Mâcon à Ambérieu, desservie par les TER de la région Rhône-Alpes[10], passe à quelques kilomètres au sud de la commune. Les trains grandes lignes et les TGV parcourant cette ligne ne marquent pas d'arrêt.
- La ligne traditionnelle Paris - Marseille via Dijon passe à Mâcon. La gare de Mâcon-Ville est desservie par des TER Dijon - Mâcon - Lyon et quelques TGV reliant le nord-est de la France à la Méditerranée.
- La ligne à grande vitesse Paris - Lyon - Marseille traverse la Saône au sud de Mâcon, et comporte un raccordement vers la ligne Mâcon - Bourg. La gare de Mâcon-Loché-TGV, au sud-ouest de Mâcon, est desservie par quelques TGV Paris - Marseille et Paris - Genève.

#### Transport fluvial
À quelques kilomètres du bourg, la Saône, qui marque la frontière ouest du département de l'Ain, est navigable à grand gabarit européen depuis Verdun-sur-le-Doubs jusqu'à Lyon. Elle constitue un axe de transport fluvial important entre l'est et la Méditerranée. Mâcon possède un port fluvial et la Saône est aussi appréciée pour le tourisme fluvial.

#### Transport aérien
- La chambre de commerce et d'industrie de Saône-et-Loire gère un petit aéroport à Charnay, au sud-ouest de Mâcon.
- Les habitants de la commune doivent se rendre à l'aéroport de Lyon-Saint-Exupéry distant de 92 kilomètres ou bien à l'aéroport de Genève distant de 150 kilomètres pour effectuer des vols vers l'international.

#### Transports en commun

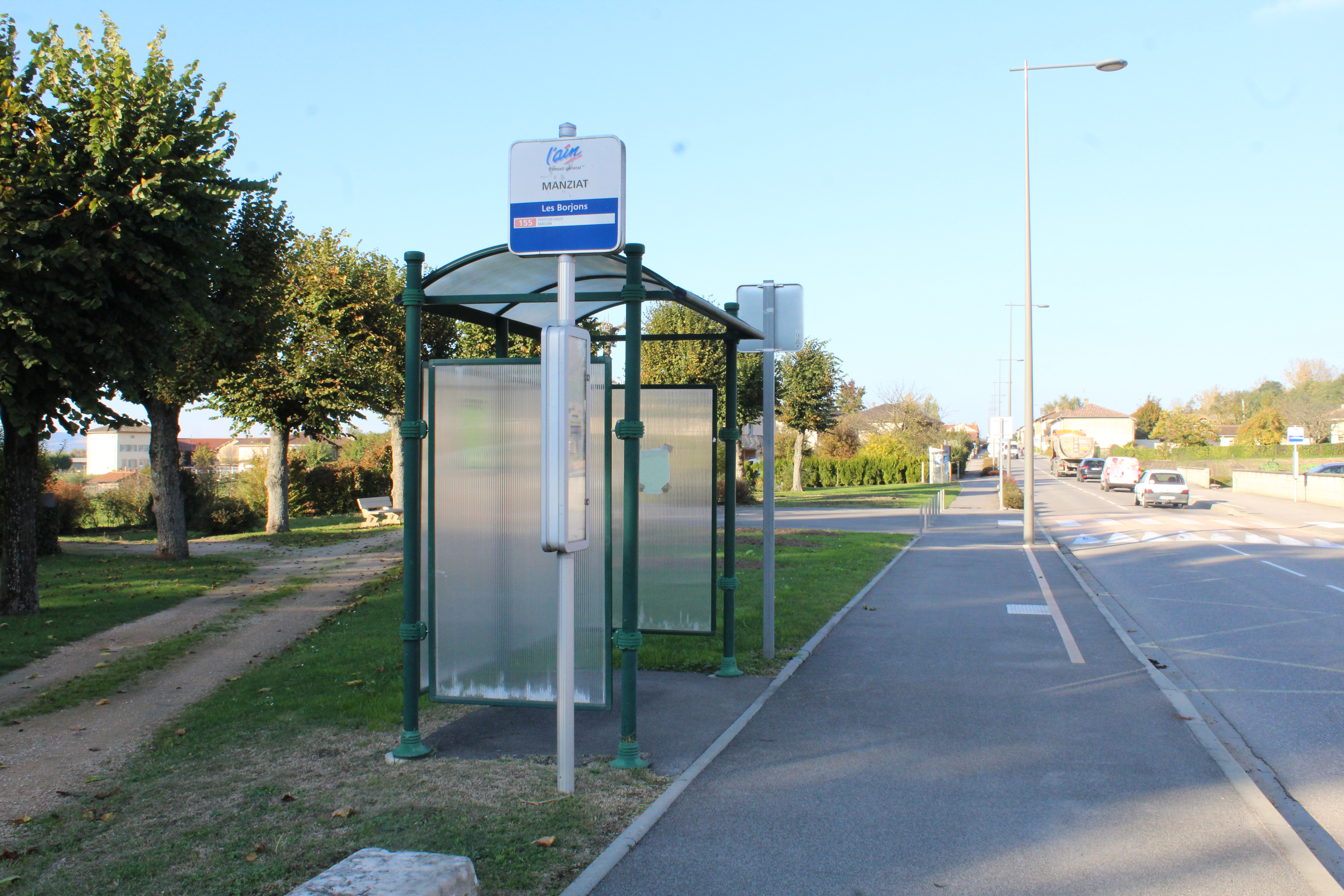
Arrêt Borjons.

La commune est reliée au réseau départemental des bus car.ain.fr. La ligne 155 (Sens Pont-de-Vaux - Mâcon et sens Mâcon - Pont-de-Vaux) est la seule ligne qui passe par la commune. Elle dessert deux arrêts, Bourg et Les Borjons, arrêt dont l'emplacement est celui de l'ancienne gare de Manziat.

## Urbanisme

### Typologie
Au 1er janvier 2024, Manziat est catégorisée bourg rural, selon la nouvelle grille communale de densité à 7 niveaux définie par l'Insee en 2022.
Elle est située hors unité urbaine. Par ailleurs la commune fait partie de l'aire d'attraction de Mâcon, dont elle est une commune de la couronne,. Cette aire, qui regroupe 105 communes, est catégorisée dans les aires de 50 000 à moins de 200 000 habitants,.

### Occupation des sols
L'occupation des sols de la commune, telle qu'elle ressort de la base de données européenne d’occupation biophysique des sols Corine Land Cover (CLC), est marquée par l'importance des territoires agricoles (74,4 % en 2018), en diminution par rapport à 1990 (76,3 %). La répartition détaillée en 2018 est la suivante : 
zones agricoles hétérogènes (41,8 %), prairies (32,6 %), zones urbanisées (16,3 %), forêts (9,2 %).
L'évolution de l’occupation des sols de la commune et de ses infrastructures peut être observée sur les différentes représentations cartographiques du territoire : la carte de Cassini (XVIIIe siècle), la carte d'état-major (1820-1866) et les cartes ou photos aériennes de l'IGN pour la période actuelle (1950 à aujourd'hui).

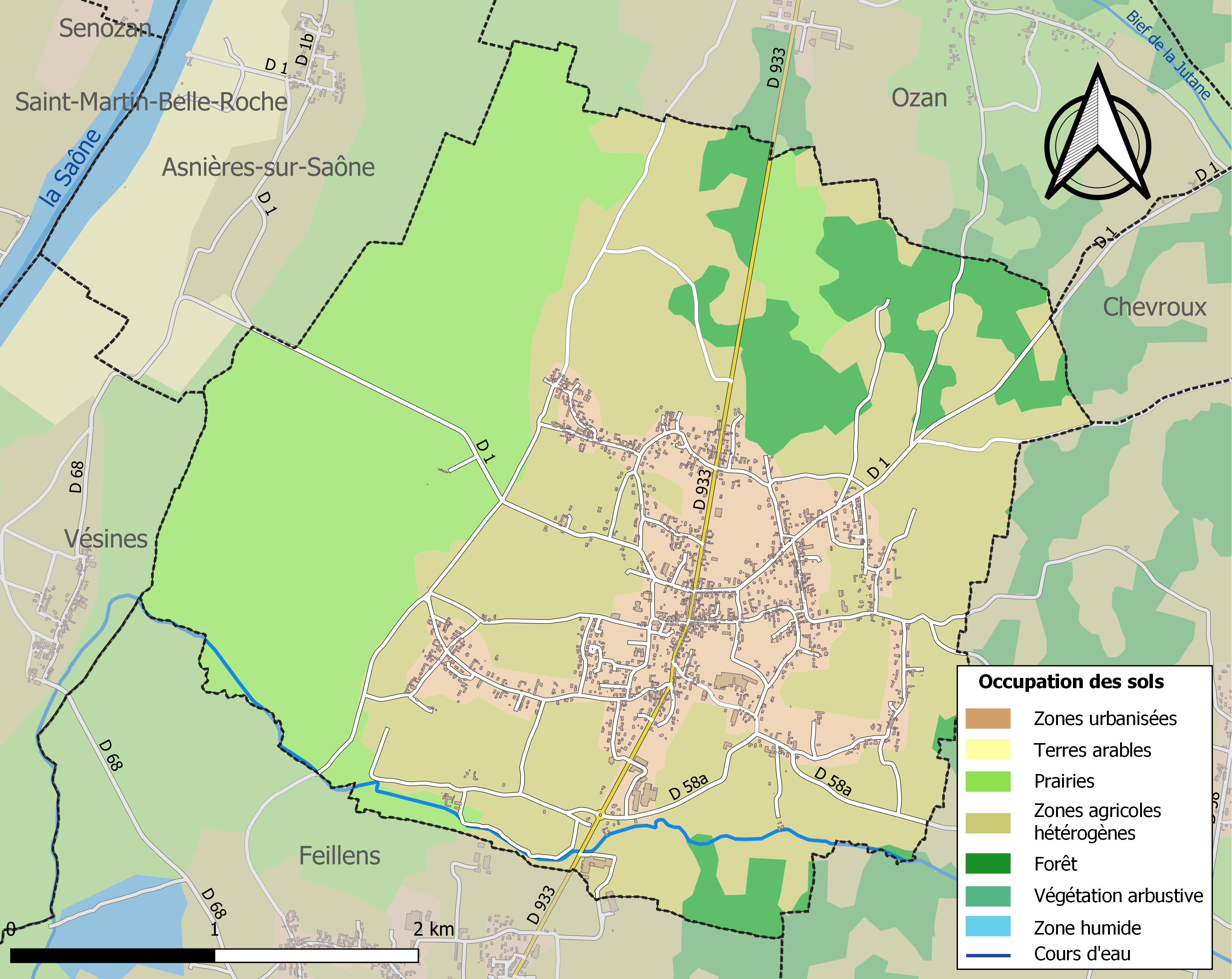
Carte des infrastructures et de l'occupation des sols de la commune en 2018 (CLC).

## Toponymie

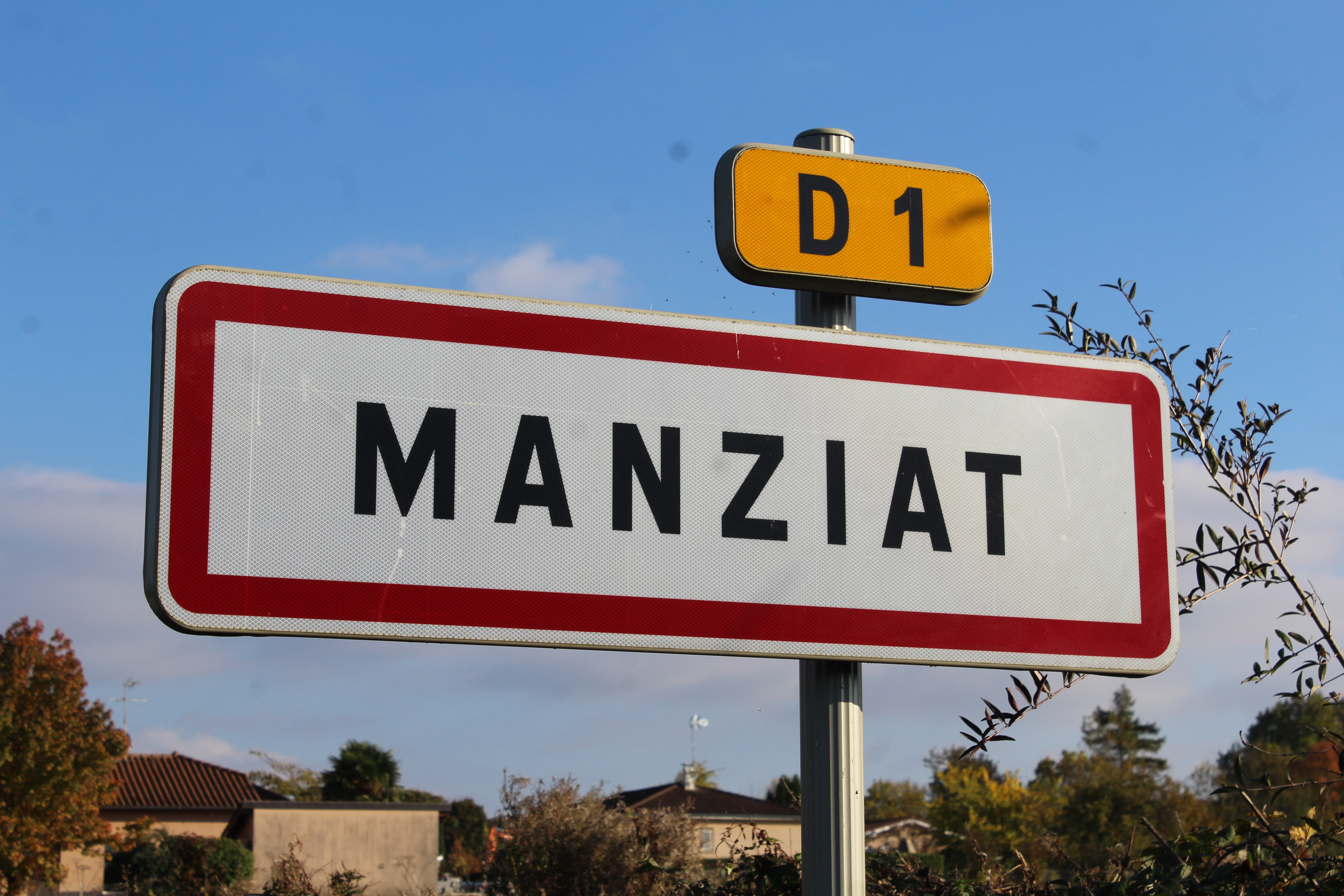
Panneau d'entrée du village.

### Origine du nom
Manziat vient de Manciacus, nom d'un domaine d'origine gallo-romaine. Ce toponyme est dérivé de mancus qui signifie privé d'un membre, mutilé, estropié, manchot.

### Anciens noms
La première mention du village date de 877 où le village prend le nom de Mansiacius. Ensuite, au Xe siècle, le cartulaire de Saint-Vincent-de-Mâcon mentionne le village Manciaco. Dans le terrier de Bâgé, Manzie est utilisé pour se référer à la commune autour de 1325. Une vingtaine d'années plus tard, en 1344, Manziacus est le nom du village selon les archives de la Côte-d'Or. Le pouillé de Lyon évoque Manzia en 1350 alors que les archives de l'Ain évoque Manziacus et Mancia autour de 1359.
Les archives de la Côte-d'Or parlent de Mansiacus en 1447, Mansies est cité par la pancarte des droits de cire en 1548. Le nom actuel de Manziat est évoqué pour la première fois en 1636 dans les archives du département. Tandis qu'on trouve Mansiat en 1716 dans les titres de Laumusse, Manzieu est cité au XVIIIe siècle dans les archives de la Côte-d'Or. On retrouve le nom actuel en 1734 dans la description de Bourgogne.

## Histoire
L'occupation gallo-romaine est attestée par la grande quantité de tuiles rouges et de débris de poteries grises qu'on trouve aux Prales.
Les hameaux de la Salle, des Pinoux et de Chanfant existeraient depuis l’époque mérovingienne et le village est mentionné pour la première fois en 877.
En 1601, après la fin de la guerre franco-savoyarde qui se termine par le traité de Lyon, la France acquiert la Bresse, du Bugey, du Valromey et du pays de Gex, le village devient alors français et est intégré à la province bourguignonne.
Entre 1790 et 1795, le village dépendait du district de Pont-de-Vaux du fait de son intégration dans le canton de Bâgé-le-Châtel.
Après l’abdication de Napoléon Ier en 1814, les troupes autrichiennes campèrent dans la commune dont l'intrusion marqua longtemps la population locale.
Au cours de la Seconde Guerre mondiale, la prairie située entre le village et la Saône, près de Vésines, abrite un aérodrome clandestin, le terrain de l'Aigle, utilisé par la Résistance. Il est notamment utilisé en octobre 1943 pour permettre à Jean de Lattre de Tassigny, évadé de la prison de Riom, de rejoindre Londres,.

## Politique et administration

### Découpage territorial

#### Intercommunalité
Jusqu'au 31 décembre 2016, Manziat appartenait à la communauté de communes du pays de Bâgé, intercommunalité créée le 1er janvier 1998 à la suite de la dissolution du SIVOM du canton de Bâgé créé en 1972. Ce jour de 1998 vit aussi la disparition de Saint-Laurent-sur-Saône qui rejoint alors la communauté d'agglomération du Mâconnais - Val-de-Saône. Depuis le 1er janvier 2017, la commune est intégrée à la nouvelle communauté de communes du pays de Bâgé et de Pont-de-Vaux. Cette dernière regroupe les communes de l'ancienne intercommunalité à celles du canton de Pont-de-Vaux. La structure devient communauté de communes Bresse et Saône le 13 décembre de la même année. La commune de Manziat est ainsi membre de la communauté de communes Bresse et Saône, un établissement public de coopération intercommunale (EPCI) à fiscalité propre créé le 1er janvier 2017 dont le siège est à Bâgé-le-Châtel. Ce dernier est par ailleurs membre d'autres groupements intercommunaux.
Une autre structure regroupe l'intercommunalité à d'autres de la région. Le syndicat mixte Bresse Val de Saône, créé en 1995, regroupe 40 communes,. Son but est de négocier les procédures que proposent l'Union européenne, l'État ou la région Auvergne-Rhône-Alpes qui pourraient développer un territoire plus vaste que la simple communauté de communes.
Enfin, comme la totalité des communes du département de l'Ain, le village appartient au syndicat intercommunal d'énergie et de e-communication de l'Ain, organisation fondée le 11 mars 1950. Le syndicat est compétent dans la gestion des réseaux d'électrification, de gaz, de l'éclairage public, de la communication électronique. En plus de ces compétences, la structure accompagne les communes pour qu'elles puissent maîtriser leur consommation d'énergie, gère un système d'information géographique et a mis en place dans le département, par l'intermédiaire de sa régie Réso-Liain, un réseau de fibre optique pour avoir accès à Internet à très haut débit.

#### Rattachements administratifs et électoraux
Sur le plan administratif, elle est rattachée à l'arrondissement de Bourg-en-Bresse, au département de l'Ain et à la région Auvergne-Rhône-Alpes. Sur le plan électoral, elle dépend du  canton de Replonges pour l'élection des conseillers départementaux, depuis le redécoupage cantonal de 2014 entré en vigueur en 2015, et de la quatrième circonscription de l'Ain  pour les élections législatives, depuis le dernier découpage électoral de 2010.

### Administration municipale
L'équipe du conseil municipal est composée du maire, de ses cinq adjoints et des treize autres conseillers municipaux. Le conseil a l'habitude de se réunir le 4e mercredi de chaque mois et les conseillers sont répartis dans huit commissions : appel d'offres, assainissement - environnement, bâtiments, culture - loisir - éducation - sport, communication - manifestations, finances, urbanisme, voirie - éclairage public - fleurissement.

#### Maires successifs
| Période                                  | Période                                   | Identité         | Étiquette | Qualité                                     |
| ---------------------------------------- | ----------------------------------------- | ---------------- | --------- | ------------------------------------------- |
| mai 1945                                 | janvier 1959                              | Henri Renaud     |           |                                             |
| janvier 1959                             | mars 1959                                 | Albert Taton     |           | Adjoint faisant fonction.                   |
| mars 1959                                | mars 1971                                 | Amédée Benoît    |           |                                             |
| mars 1971                                | mars 1989                                 | Pierre Taton     |           |                                             |
| mars 1989                                | juin 1995                                 | André Catherin   |           |                                             |
| juin 1995                                | mars 2008                                 | Denise Josserand |           |                                             |
| mars 2008                                | juin 2010                                 | Carmen Gonod     |           |                                             |
| juillet 2010                             | septembre 2010                            | Jean-Luc Benoît  |           | 2e adjoint faisant fonction.                |
| septembre 2010                           | décembre 2012                             | Daniel Desroches |           | Décédé en cours de mandat, en décembre 2012 |
| janvier 2013                             | 2014                                      | Josiane Feydel   |           |                                             |
| 2014                                     | en cours (réélu pour le mandat 2020-2026) | Denis Lardet     | LR        | Fonctionnaire                               |
| Les données manquantes sont à compléter. |                                           |                  |           |                                             |

### Tendances politiques et résultats
| Scrutin             | Scrutin             | 1er tour | 1er tour | 1er tour | 1er tour | 1er tour | 1er tour | 1er tour | 1er tour | 1er tour | 1er tour | 1er tour   | 1er tour | 2d tour | 2d tour | 2d tour | 2d tour | 2d tour | 2d tour |
| Scrutin             | Scrutin             | 1er      | 1er      | %        | 2e       | 2e       | %        | 3e       | 3e       | %        | 4e       | 4e         | %        | 1er     | 1er     | %       | 2e      | 2e      | %       |
| ------------------- | ------------------- | -------- | -------- | -------- | -------- | -------- | -------- | -------- | -------- | -------- | -------- | ---------- | -------- | ------- | ------- | ------- | ------- | ------- | ------- |
| Présidentielle 2017 | Présidentielle 2017 |          | EM       | 25,99    |          | FN       | 25,99    |          | LR       | 22,27    |          | LFI        | 11,41    |         | EM      | 60,26   |         | FN      | 39,74   |
| Présidentielle 2022 | Présidentielle 2022 |          | LREM     | 34,64    |          | RN       | 29,67    |          | LFI      | 10,11    |          | REC        | 7,09     |         | LREM    | 55,70   |         | RN      | 44,30   |
| Législatives 2022   | 4e                  |          | RN       | 23,80    |          | LREM-Ens | 21,67    |          | LR       | 19,97    |          | LREM-diss. | 12,75    |         | RN      | 65,06   |         | LFI     | 34,94   |
| Législatives 2024   | 4e                  |          | RN       | 44,71    |          | LR       | 22,31    |          | HOR-Ens  | 18,90    |          | EELV-NFP   | 13,39    |         | RN      | 51,10   |         | HOR     | 48,90   |

### Jumelages
| Bad Waldsee Manziat |

La communauté de communes du pays de Bâgé dont la commune fait partie est jumelée avec la commune de Bad Waldsee localisée au sud de la Bavière ( Allemagne) depuis 1991.

## Population et société

### Démographie
L'évolution du nombre d'habitants est connue à travers les recensements de la population effectués dans la commune depuis 1793. Pour les communes de moins de 10 000 habitants, une enquête de recensement portant sur toute la population est réalisée tous les cinq ans, les populations de référence des années intermédiaires étant quant à elles estimées par interpolation ou extrapolation. Pour la commune, le premier recensement exhaustif entrant dans le cadre du nouveau dispositif a été réalisé en 2008.
En 2022, la commune comptait 1 985 habitants, en évolution de +0,4 % par rapport à 2016 (Ain : +5,15 %, France hors Mayotte : +2,11 %).
| 1793  | 1800  | 1806  | 1821  | 1831  | 1836  | 1841  | 1846  | 1851  |
| ----- | ----- | ----- | ----- | ----- | ----- | ----- | ----- | ----- |
| 1 322 | 1 334 | 1 311 | 1 350 | 1 541 | 1 473 | 1 542 | 1 627 | 1 715 |

| 1856  | 1861  | 1866  | 1872  | 1876  | 1881  | 1886  | 1891  | 1896  |
| ----- | ----- | ----- | ----- | ----- | ----- | ----- | ----- | ----- |
| 1 714 | 1 669 | 1 687 | 1 631 | 1 674 | 1 638 | 1 620 | 1 599 | 1 535 |

| 1901  | 1906  | 1911  | 1921  | 1926  | 1931  | 1936  | 1946  | 1954  |
| ----- | ----- | ----- | ----- | ----- | ----- | ----- | ----- | ----- |
| 1 573 | 1 534 | 1 513 | 1 358 | 1 309 | 1 255 | 1 235 | 1 201 | 1 235 |

| 1962  | 1968  | 1975  | 1982  | 1990  | 1999  | 2006  | 2008  | 2013  |
| ----- | ----- | ----- | ----- | ----- | ----- | ----- | ----- | ----- |
| 1 204 | 1 197 | 1 201 | 1 451 | 1 482 | 1 598 | 1 827 | 1 892 | 1 948 |

| 2018  | 2022  | - | - | - | - | - | - | - |
| ----- | ----- | - | - | - | - | - | - | - |
| 1 949 | 1 985 | - | - | - | - | - | - | - |

### Enseignement

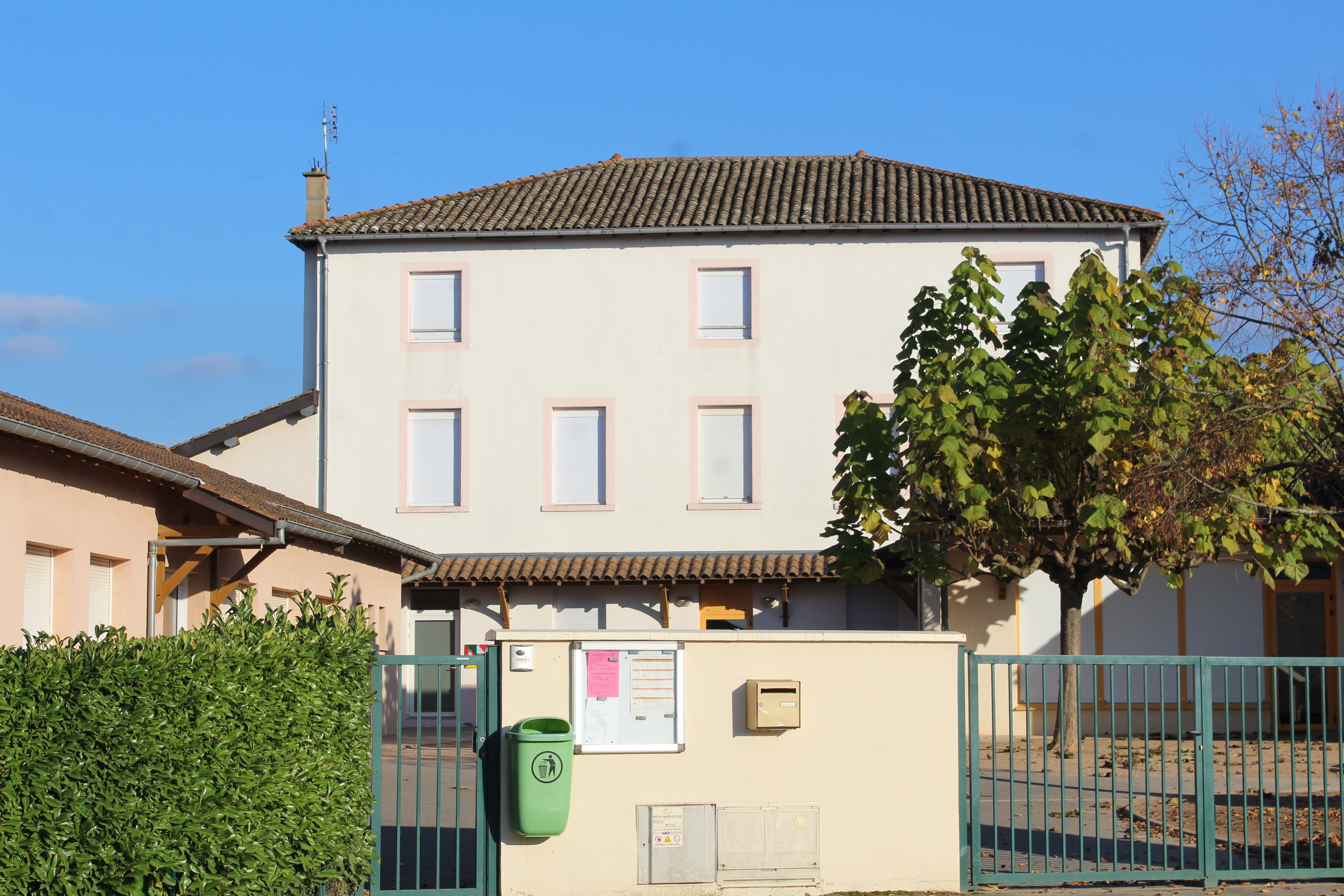
École publique.

La commune possède deux écoles. La première est l'école primaire publique qui comporte six classes pour les élèves de la petite section jusqu'au CM2. L'autre école, située à quelques mètres de cette dernière, est l'école privée Saint-Joseph qui accueille les élèves de l'école qui sont répartis dans quatre classes.
Après leurs études dans l'enseignement primaire, les élèves de Manziat poursuivent leur scolarité dans l'enseignement secondaire au collège Roger-Poulnard à Bâgé-la-Ville qui est le collège de secteur même si parfois, certains élèves partent au collège privé Saint-Charles de Feillens. Ensuite, le lycée de secteur est le lycée René-Cassin de Mâcon.

### Sports

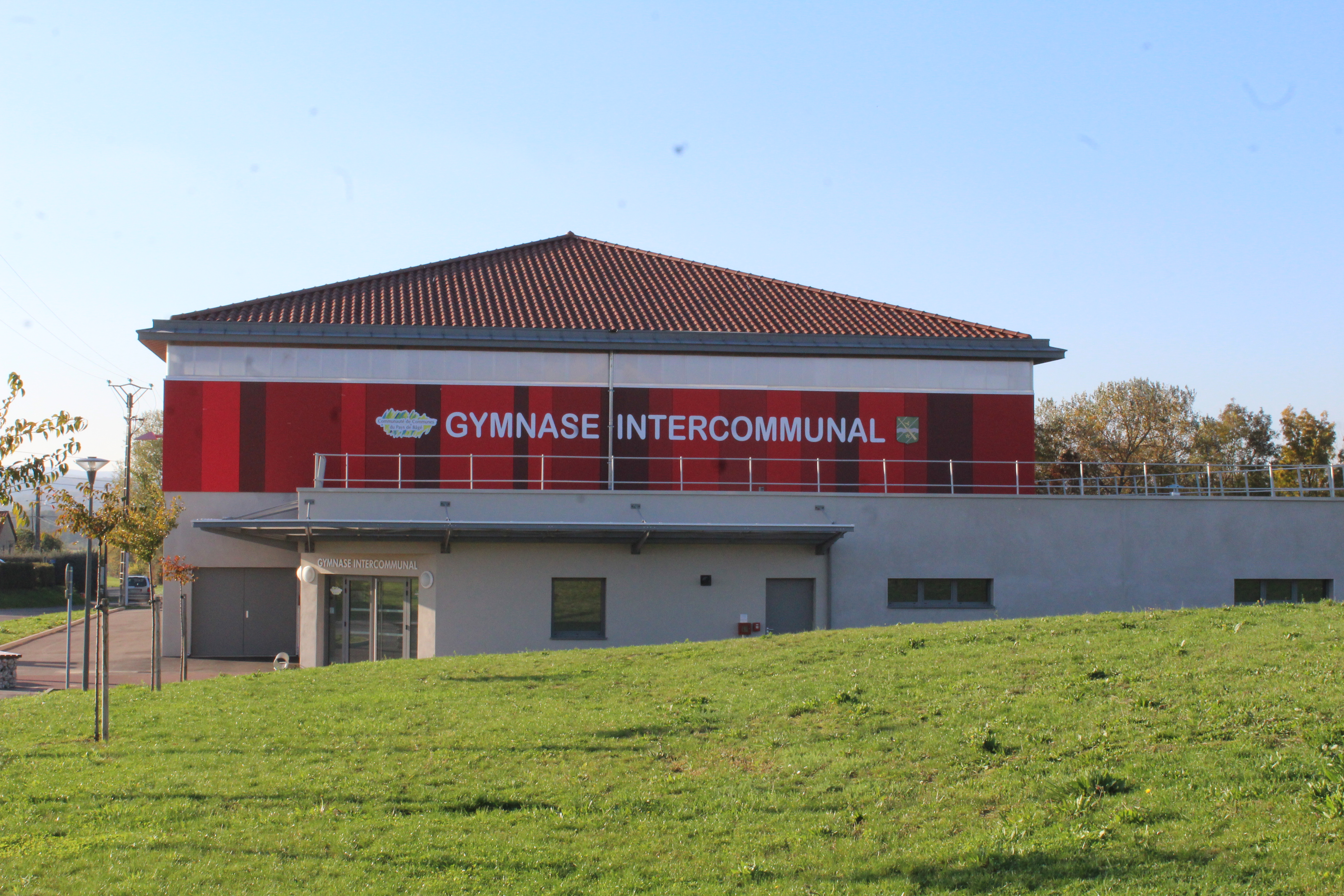
Gymnase intercommunal.

#### Clubs sportifs
Les sports individuels sont présents dans la commune avec l'Amicale Boule Manziat, une association regroupant des pratiquants de la boule lyonnaise. De plus, le Tennis Club Manziat propose à ses licenciés différentes animations au cours de l'année, des cours ainsi que des compétitions.
Les sports collectifs sont aussi représentés. Par exemple, le Football Club de Manziat est un club de football évoluant au niveau départemental. Pour les catégories U15, U17 et U19, les jeunes jouent avec l'Essor Bresse Saône qui regroupe le FC Manziat avec les clubs de l'US Feillens, de l'US Replonges et l'AS Bâgé qui sont tous issus du Pays de Bâgé.
Pour ceux qui veulent pratiquer une activité sportive pour le loisir, l'Association Gymnastique Volontaire propose plusieurs activités dont le cardio et la gymnastique au sol et le Manziat Bad’Loisirs propose la pratique du badminton.

#### Infrastructures sportives
Au lieu-dit Chassagne, on trouve le cœur sportif de la commune avec ses terrains de football et ses deux courts de tennis. Fin 2014, le gymnase intercommunal de 673 m2 installé à l’Espace du Chêne devient opérationnel, et accueille certains clubs de la commune et des environs.

### Médias locaux
- Le journal Le Progrès propose une édition locale aux communes de l'Ain. Il paraît du lundi au dimanche et traite des faits divers, des évènements sportifs et culturels au niveau local, national, et international.
- Le journal Voix de l'Ain est un hebdomadaire publié les vendredis qui propose des informations locales pour les différentes régions du département de l'Ain.
- La chaîne France 3 Rhône Alpes Auvergne est disponible dans la région.

### Numérique
La commune dispose du très haut débit avec la fibre optique grâce au réseau public de fibre optique LIAin régi par le syndicat intercommunal d'énergie et de e-communication de l'Ain.

## Culture et patrimoine

### Lieux et monuments

#### Monuments commémoratifs
Trois monuments de la commune honorent des personnages ou des lieux ayant joué un rôle important durant les conflits du XXe siècle. Construit en 1922, le monument aux morts fut financé par une quête auprès de tous les habitants du village. Situé à l'origine sur la place de l’église face à l’école des filles, il fut déplacé en 1998 dans l’ancien jardin de la cure, l'actuel Jardin de la Paix situé au sud de l'église.
Sur l'emplacement de l'ancienne gare du village a été érigé en 1958 un monument l'honneur du général de Lattre de Tassigny. Une plaque a été ajoutée en l'honneur d'Aimé Broyer qui était le chef des résistants du village.

Un troisième monument est sis devant le terrain clandestin Aigle qui servait d'aérodrome pour les Résistants. Sur le monument commémorant ces actions est inscrit : Sur ce terrain de 1942 à 1944 eurent lieu huit atterrissages. Ces opérations permirent l'envol pour Londres, à certains responsables de la Résistance, dont le général de Lattre de Tassigny, commandant en chef de la 1re armée française.

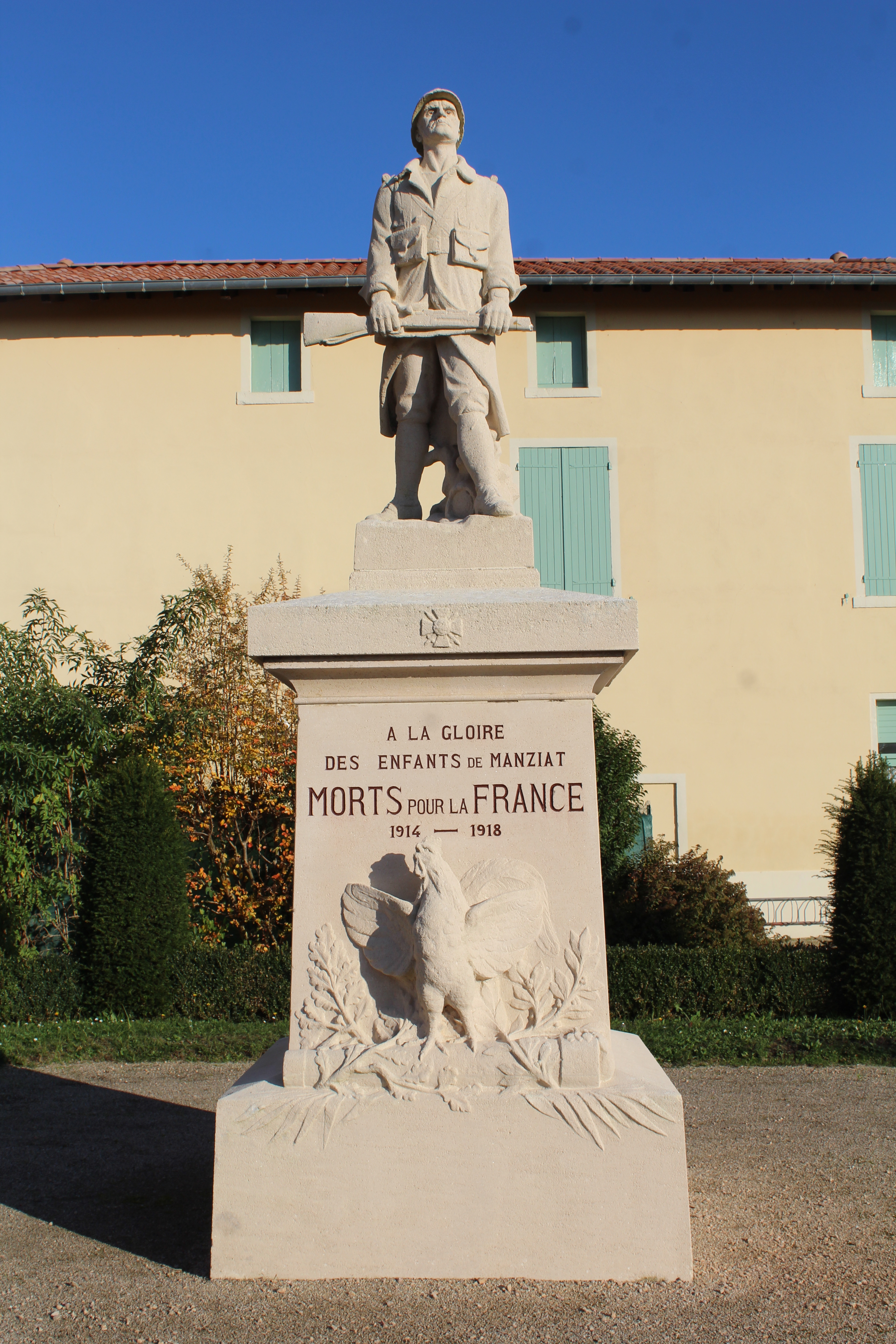
Monument aux morts.
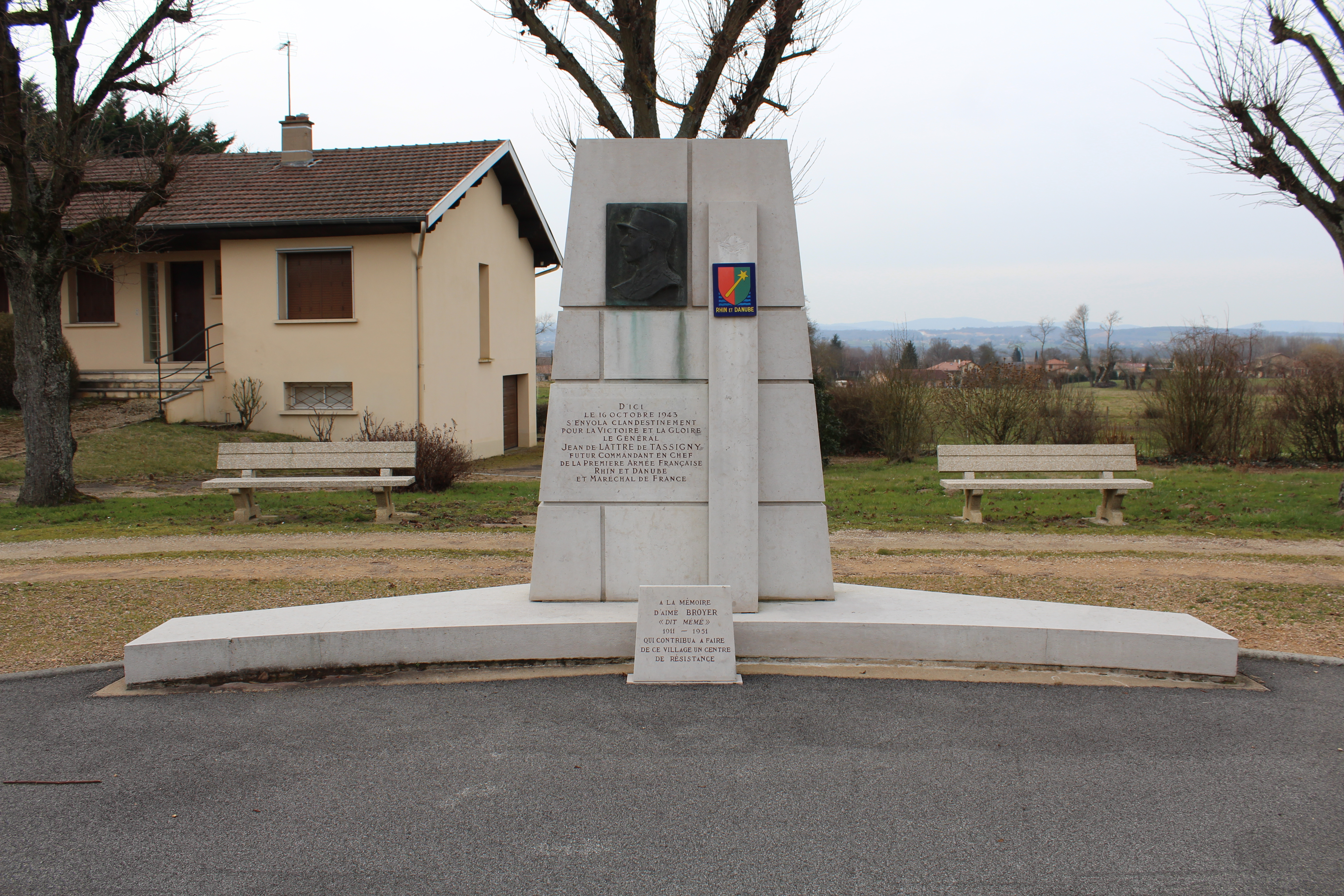
Monument de Lattre de Tassigny.
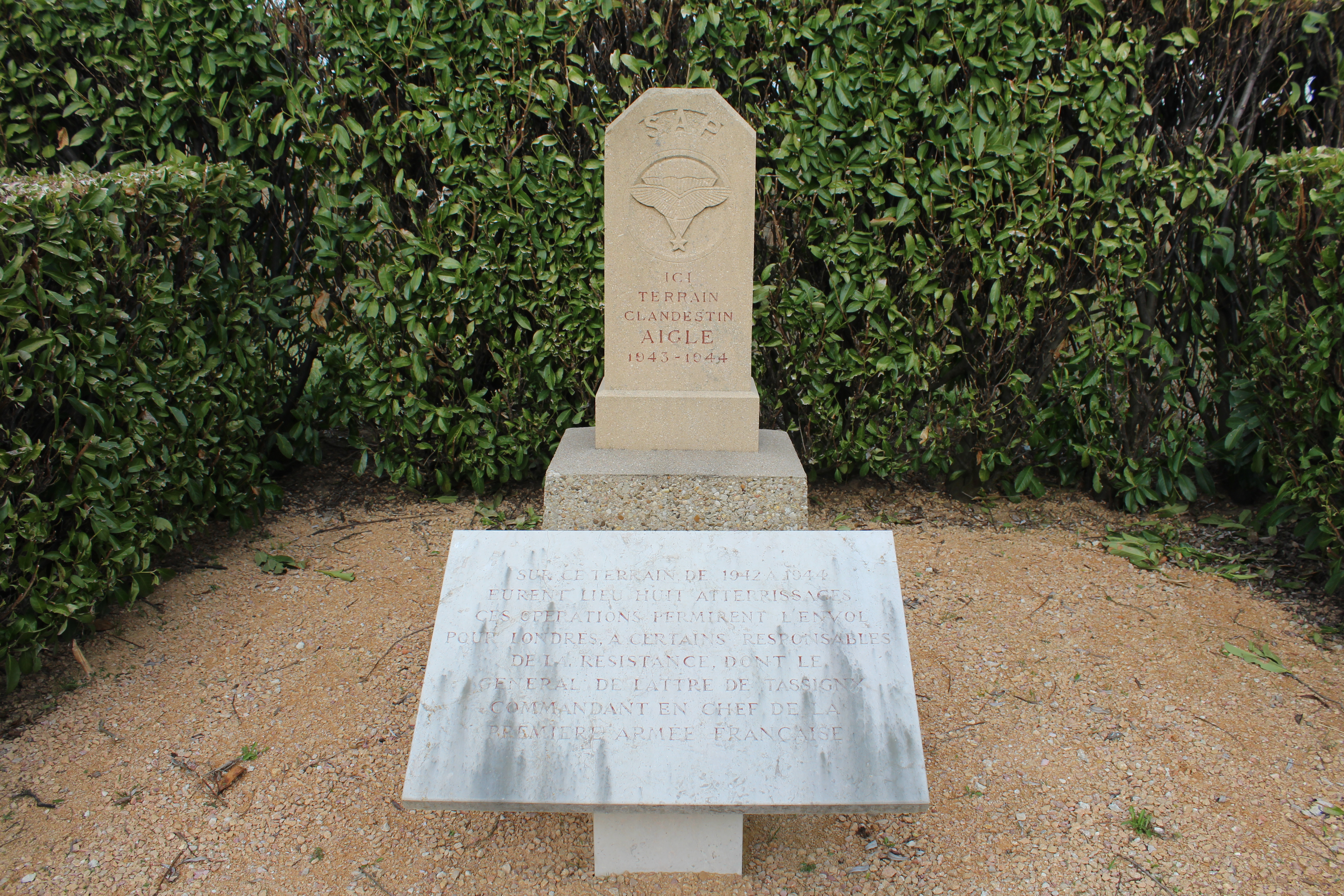
Stèle du Terrain Aigle.

#### Autres monuments

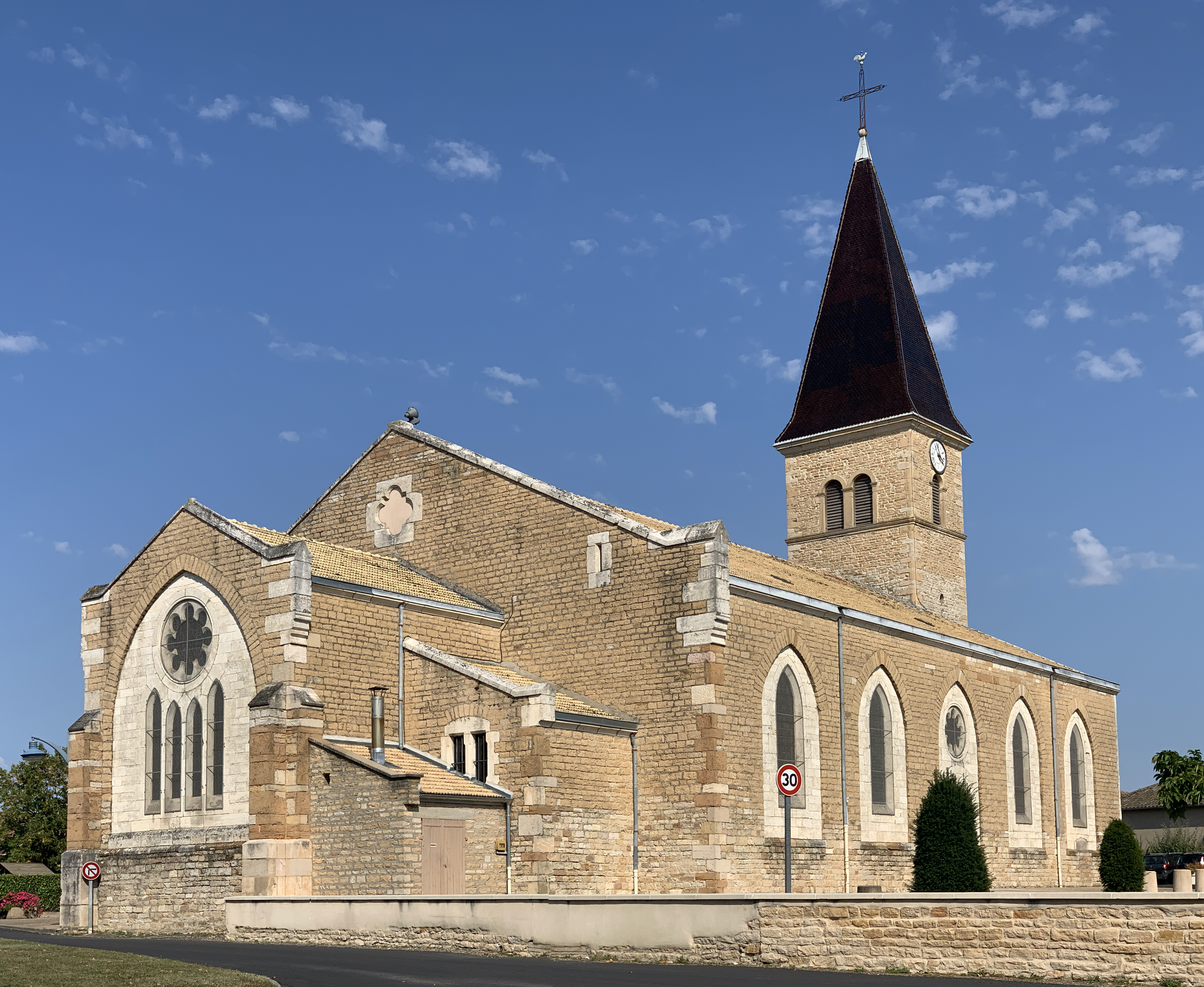
Église Saint-Christophe.

- Construite en 1965, l'église Saint-Christophe ne fut pas la première du village. En effet, une chapelle sur l'emplacement de l'actuelle église au milieu du Xe siècle, elle fut reconstruite en 1371. Tombant en ruine au début du XIXe siècle, un nouveau bâtiment est construit en 1844 mais il devient trop petit pour accueillir les fidèles. La décision fut alors de la détruire et de reconstruire l'actuelle en 1965.
- Deux moulins se trouvent sur la Loëze : le moulin Colon et le moulin Nillon.
- Au hameau de la Salle, on trouve le vestige d'une poype.
- Il subsiste 5 croix dans la commune, situées dans les quartiers de Chanfant, La Rue Vieille, Les Millets, Les Mamons et Les Pinoux[50].
- Il reste aujourd'hui quelques puits autour des habitations ainsi qu'une vingtaine de fours dont certains continuent de fonctionner.

### Gastronomie
Les spécialités culinaires sont celles de la région bressane, c'est-à-dire la volaille de Bresse, les gaudes, la galette bressane, les gaufres bressanes, la fondue bressane.
La commune se situe dans l'aire géographique de l'AOC Volailles de Bresse. Elle a aussi l'autorisation de produire le vin IGP Coteaux de l'Ain (sous les trois couleurs, rouge, blanc et rosé).

### Événements
- Dernier week-end de juillet se déroule la fête patronale. Le samedi soir a lieu un repas, concert et feu d'artifice.
- Le premier week-end d'octobre se tient la fête du boudin.
- La défilé et banquet des conscrits sont organisés chaque début d'année par les 19 ans .

### Héraldique
| [[Image:\|Blason à dessiner\|100px]] | Blason  | De sinople à la fasce ondée d'argent brochant sur trois bâtons en barre du même, accompagnée en chef d'une colombe essorante d'or et en pointe d'une quintefeuille du même, à la comète d'or en bande brochant sur le tout. |
| [[Image:\|Blason à dessiner\|100px]] | Détails | Sur fond vert qui évoque les prairies des bords de Saône traversées par la rivière de même nom, figurent en partie supérieure une colombe allusive à la famille "De Colomb", en partie inférieure une fleur à 5 pétales allusive à la famille "De Lugny", en travers des barres allusives à la famille "De Franc", toutes 3 ayant été positionnées au fief de la Salle. La comète, emblème de la 1ère armée française, symbolise l'envol de son commandant "le Général de Lattre de Tassigny" de ladite prairie. Adopté le 14 avril 1982. |